# Küllük (Iğdır)
Küllük ist ein Dorf im Landkreis Iğdır der türkischen Provinz Iğdır. Küllük liegt in Ostanatolien auf 880 m über dem Meeresspiegel, ca. 15  km westlich der Provinzhauptstadt Iğdır.
Für das Jahr 2019 wird die Bevölkerungszahl mit 964 angegeben. Küllük liegt in 880 m über NN.